# オニオンサラダ
オニオンサラダは、オニオンスライスサラダとも言い、玉ねぎを使ったサラダの一種である。
玉ねぎは作り方によって辛味が残ることがある。辛さの程度は水にさらしておく時間によって違い、長時間さらしておくか、塩もみ・水洗いをする等の下処理で辛さが薄れる。また使用する玉ねぎは、新玉ねぎの方が甘く、辛いと感じることが少ない。
オニオンサラダと相性の良いドレッシングには、ポン酢や青じそドレッシングなど。ノンオイルであるほど、ダイエットに適していると言える。